# Titularbistum Bagai
Bagai ist ein Titularbistum der römisch-katholischen Kirche.
Die in Nordafrika gelegene Stadt war ein alter römischer Bischofssitz, der im 7. Jahrhundert mit der islamischen Expansion unterging. Er lag in der römischen Provinz Numidien.
| Titularbischöfe von Bagai |                                          |                                                         |                    |                    |
| Nr.                       | Name                                     | Amt                                                     | von                | bis                |
| 1                         | Hugh Boyle                               | Apostolischer Vikar von Port Elizabeth (Südafrika)      | 9. Dezember 1948   | 11. Januar 1951    |
| 2                         | Noël Laurent Boucheix SMA                | Apostolischer Vikar von Heliopolis in Ägypten (Ägypten) | 11. März 1953      | 6. Juli 1958       |
| 3                         | Bernardo Regno OSB                       | emeritierter Bischof von Kandy (Indien)                 | 24. September 1958 | 26. Januar 1971    |
| 4                         | Laurent Fuahea                           | Weihbischof in Wallis und Futuna (Wallis und Futuna)    | 2. März 1972       | 25. April 1974     |
| 5                         | Francis Xavier Roque                     | Weihbischof im Militärordinariat der USA                | 29. März 1983      | 12. September 2019 |
| 6                         | David Israel de la Torre Altamirano SSCC | Weihbischof in Quito (Ecuador)                          | 18. Oktober 2019   |                    |